# Крос Плејнс (Тенеси)
Крос Плејнс (енгл. Cross Plains) град је у америчкој савезној држави Тенеси.

## Демографија
По попису из 2010. године број становника је 1.714, што је 333 (24,1%) становника више него 2000. године.
| Група             | 2000.         | 2010.         |
| Белци             | 1.291 (93,5%) | 1.584 (92,4%) |
| Афроамериканци    | 44 (3,2%)     | 59 (3,4%)     |
| Азијати           | 2 (0,1%)      | 5 (0,3%)      |
| Хиспаноамериканци | 17 (1,2%)     | 39 (2,3%)     |
| Укупно            | 1.381         | 1.714         |